# Settimana santa
La Settimana Santa (in latino Hebdomas Sancta o Hebdomas Maior, "Settimana Maggiore"; in greco antico: Ἁγία καὶ Μεγάλη Ἑβδομάς?, Hagía kaì Megálē Hebdomás, "Santa e Grande Settimana") è la settimana nella quale il cristianesimo celebra gli eventi di fede correlati agli ultimi giorni di Gesù, che comprende in particolare la sua passione, morte in croce e resurrezione il terzo giorno successivo.
In tutto il mondo, la maggior parte dei cristiani chiama Settimana Santa il periodo dalla Domenica delle palme al Sabato santo, che precede la Pasqua, cioè la domenica in cui si celebra solennemente la resurrezione di Gesù Cristo dalla morte di croce. La Pasqua è la massima solennità della fede cristiana e in occidente si celebra ogni anno la domenica che segue la prima luna piena di primavera (tra fine marzo e aprile).

I riti religiosi della Settimana Santa sono celebrati con solennità in pressoché tutto il mondo cristiano.

## Domenica delle Palme
La Settimana Santa si apre con la Domenica delle Palme, nella quale si celebra l'entrata trionfale di Gesù a Gerusalemme, acclamato come Messia e figlio di Davide. Nella liturgia cattolica viene letto il racconto della Passione di Gesù secondo l'Evangelista corrispondente al ciclo liturgico che si sta vivendo o, nella messa tridentina, la Passione secondo Matteo. La tradizione risale a prima del IV secolo. Questa ricorrenza non segna la fine della Quaresima, che "decorre dal Mercoledì delle Ceneri fino alla Messa «Cena del Signore» esclusa". (Secondo il Codice delle Rubriche del Breviario e del Messale Romano del 1960 il Tempus Quadragesimae terminava già prima dei Vespri della domenica I di Passione, la domenica prima di quella delle palme).

## Lunedì, martedì e mercoledì della Settimana Santa
Lunedì: è il giorno dell'amicizia. Gesù lo passa a Betania in compagnia dei suoi tre grandi amici: Marta, Maria e Lazzaro. Anche se Maria fa un bel gesto, ovvero di profumare i suoi piedi, Giuda Iscariota le recrimina il gesto, facendo notare che quel profumo poteva essere dato ai poveri, ma Gesù la difende. 
Martedì: in questo giorno nella liturgia cattolica si ricorda l'annuncio da parte di Gesù del tradimento di uno degli apostoli e del rinnegamento di Pietro.
Mercoledì: è il giorno del tradimento di Giuda, il giorno della tristezza. Gesù è tradito da Giuda Iscariota per 30 denari.
Il lunedì, martedì e mercoledì santo la Chiesa contempla in particolare il tradimento di Giuda per trenta denari. La prima lettura della messa presenta i primi tre canti del Servo del Signore che si trovano nel libro del profeta Isaia.

## Giovedì santo

### Messa del crisma
Nella Chiesa cattolica, durante la mattina del giovedì santo o il pomeriggio del mercoledì santo vengono consacrati gli oli santi e i presbiteri rinnovano le promesse fatte nel giorno della loro ordinazione sacerdotale.

### Cena del Signore
Il solenne triduo pasquale della passione, morte e resurrezione di Cristo inizia nel pomeriggio del giovedì santo. La sera si celebra la messa in Cena Domini, nella quale si ricorda l'Ultima cena di Gesù, l'istituzione dell'Eucaristia e del sacerdozio ministeriale, e si ripete la lavanda dei piedi effettuata da Cristo nell'Ultima cena. Alla fine della messa le croci restano velate, le campane silenti, e gli altari senza ornamenti, eccettuato l'altare della reposizione dove vengono conservate le ostie consacrate durante la messa per l'adorazione e per la comunione del giorno seguente.

## Venerdì Santo

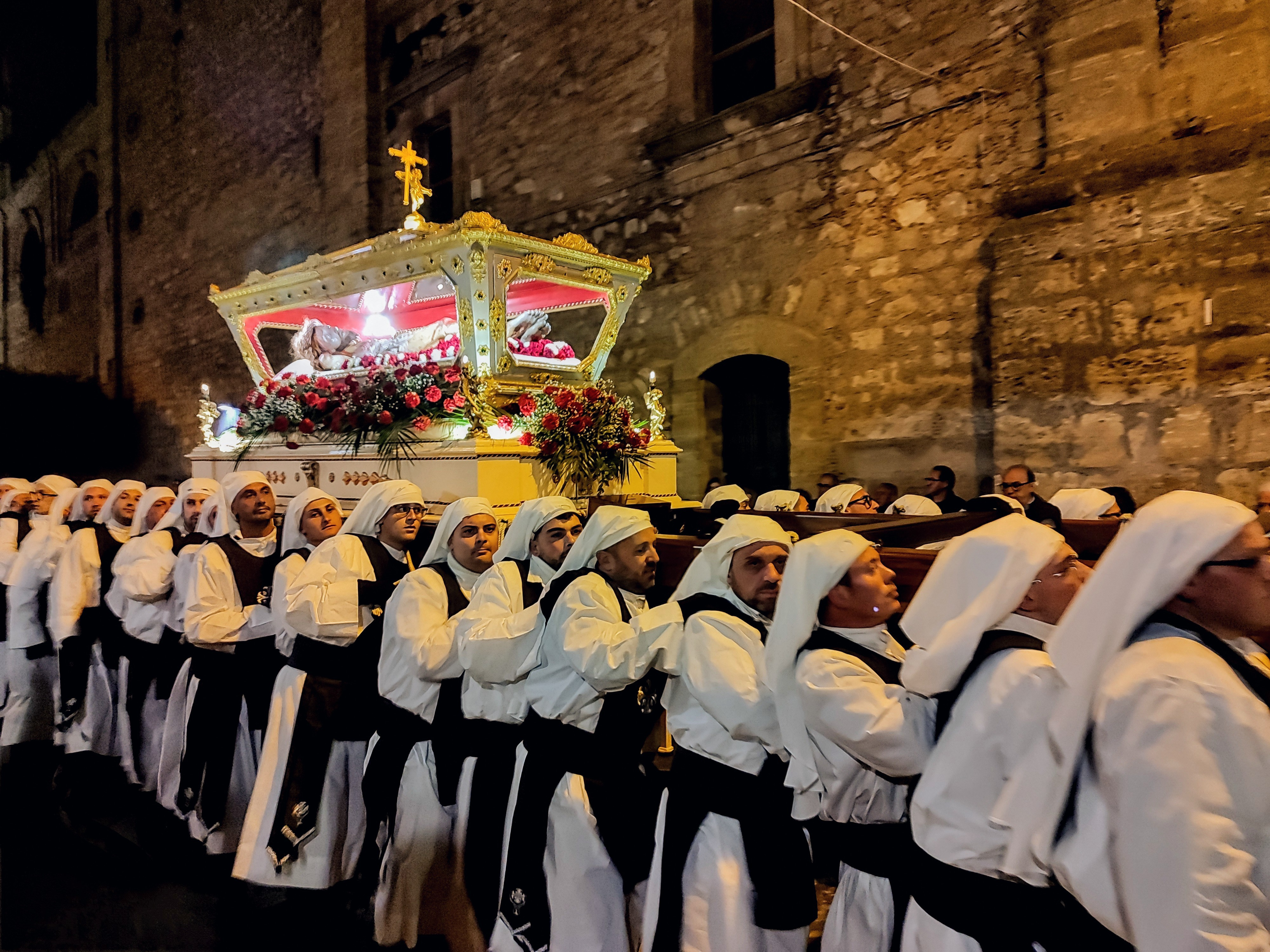
Mazzarino, Sicilia, momento della processione del Cristo morto

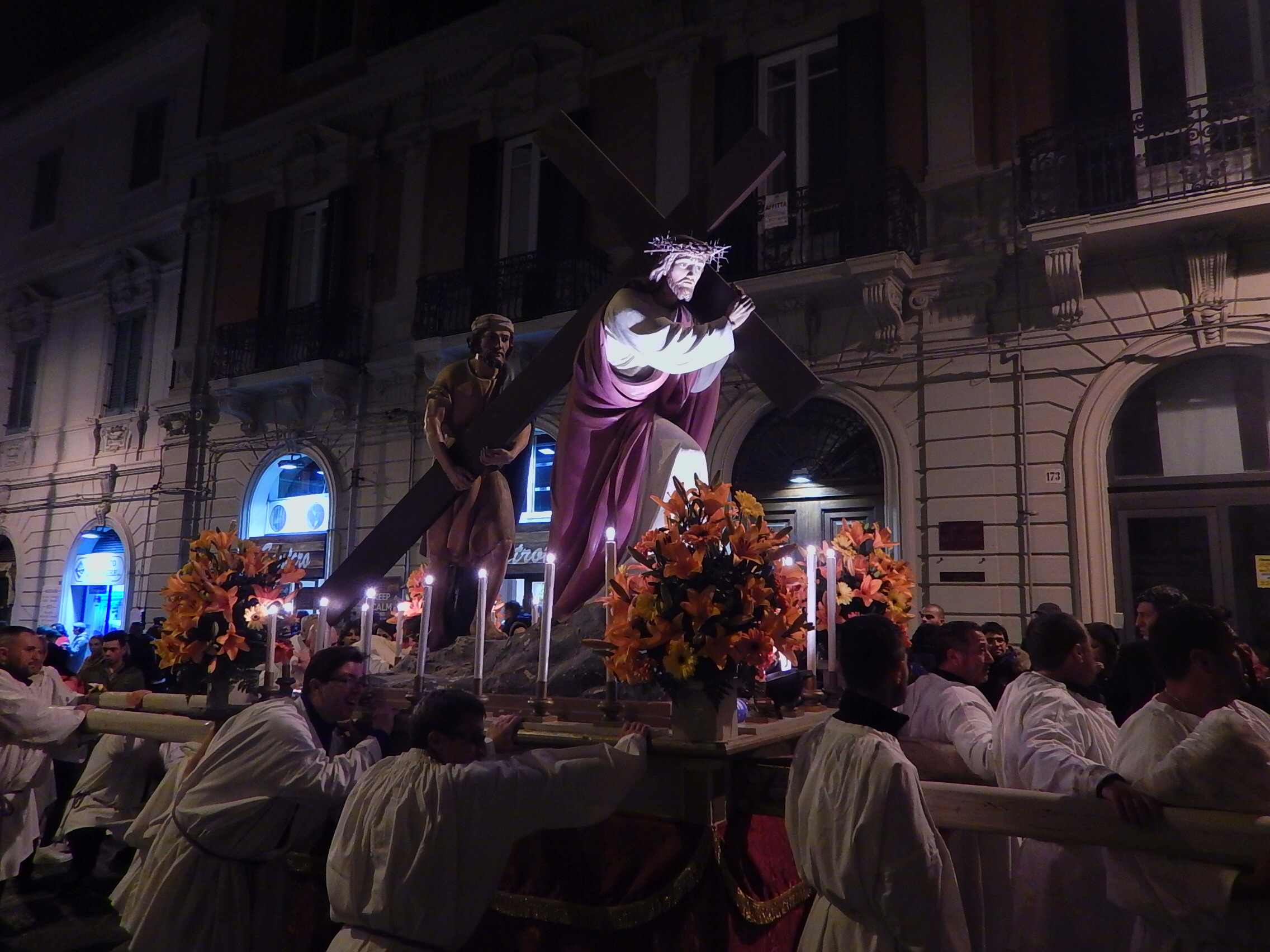
tradizionale processione delle "Barette", rappresentanti la Passione di Cristo il venerdì santo a Messina

Il Venerdì Santo si ricorda il giorno della morte di Gesù sulla croce. La chiesa celebra la solenne celebrazione della Passione, divisa in tre parti:
1. La liturgia della parola, con la lettura del quarto canto del servo del Signore di Isaia (52,13-53,12[3]), dell'Inno cristologico della lettera ai Filippesi (2,6-11[4]) e della passione secondo Giovanni.
2. L'adorazione della croce, a cui viene tolto il velo.
3. La santa comunione con delle ostie consacrate la sera prima. Non si celebra alcuna messa in questa giornata, uno dei due giorni aliturgici del rito romano.

Il Venerdì Santo è tradizione effettuare il pio esercizio della Via Crucis. La chiesa cattolica pratica il digiuno ecclesiastico e si astiene dalle carni come forma di partecipazione alla passione e morte del suo Signore. 
In questo giorno è anche usanza fare visita a più chiese per adorare l'Eucaristia presente negli altari della reposizione, detti "sepolcri".

## Sabato Santo
Il Sabato Santo è tradizionalmente giorno in cui non si celebra l'Eucaristia (giorno aliturgico), e la comunione si porta solamente ai malati in punto di morte. Viene celebrata al solito la liturgia delle Ore. Con la veglia pasquale si inizia il tempo pasquale.
Nella notte fra sabato e domenica si celebra la solenne veglia pasquale, che, nella Chiesa cattolica, è la celebrazione più importante di tutto l'anno liturgico. In essa:
- Si celebra la resurrezione di Cristo attraverso la liturgia del fuoco: al fuoco nuovo si accende il cero pasquale, che viene portato processionalmente in chiesa; durante la processione si proclama la Luce di Cristo, e si accendono le candele dei fedeli. All'arrivo al presbiterio il cero è incensato e si proclama l'annuncio pasquale.
- La liturgia della Parola ripercorre con sette letture dell'Antico Testamento gli eventi principali della storia della salvezza, dalla creazione del mondo attraverso la liberazione del popolo d'Israele dalla schiavitù d'Egitto, alla promessa della nuova alleanza. Dopo il canto solenne del Gloria (che non era mai stato recitato durante la quaresima), l'epistola proclama la vita nuova in Cristo risorto, e nel Vangelo si legge il racconto dell'apparizione degli angeli alle donne la mattina di Pasqua.
- Segue la liturgia battesimale, nella quale tutti i fedeli rinnovano le promesse del proprio battesimo, e vengono battezzati, se ce ne sono, i catecumeni che si sono preparati al sacramento.
- La liturgia eucaristica si svolge come in tutte le messe.

## Le tenebre
L'Ufficio delle Tenebre (latino: Officium Tenebrarum o Tenebrae) è costituito dalla celebrazione solenne del Mattutino e delle Lodi del giovedì santo, venerdì santo e sabato santo, così come erano universalmente celebrate prima delle riforme del XX secolo. Si compone del canto dei salmi, delle lamentazioni, dei responsori, del Benedictus e del Miserere e si celebra le sere del mercoledì, del giovedì e del venerdì santo. Un rito particolare è lo spegnimento di quattordici candele, poste su una saettia, un candeliere triangolare con quindici candele, al canto di ciascun salmo. Al termine del Benedictus l'ultima candela non veniva spenta, ma celata dietro l'altare, ad indicare l'arresto di Gesù, la cui luce però non si spegneva mai, lasciando alla fine la chiesa nell'oscurità totale; a questo punto si faceva il "terremoto" o strepitus, ovvero un grande rumore creato per ricordare la morte di Gesù.

## Domenica di Resurrezione
La Settimana Santa è seguita dalla domenica di Resurrezione, in cui torna a riecheggiare la gioia della veglia pasquale. Tale domenica è ampliata nell'Ottava di Pasqua: la Chiesa celebra la pienezza di questo evento fondamentale per la durata di otto giorni, che si concludono con la II domenica di Pasqua, chiamata fin dall'antichità domenica in albis, che Giovanni Paolo II ha voluto dedicare al ricordo della divina Misericordia.

## La Settimana Santa nella tradizione popolare

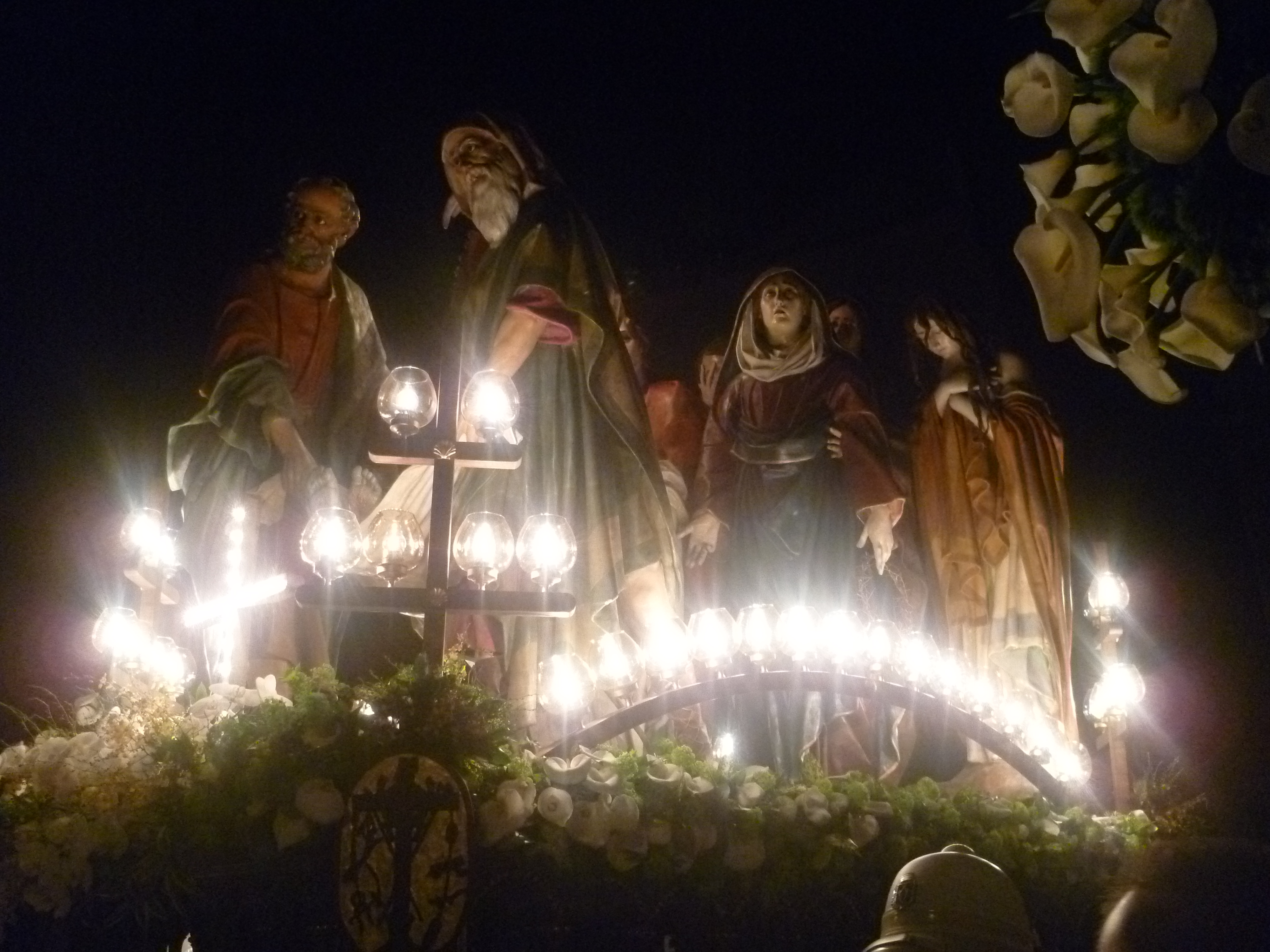
La suggestiva processione notturna degli Otto santi a Ruvo.

Ai riti previsti dalla liturgia si accompagnano quelli che nel corso dei secoli la pietà del popolo cristiano ha adottato per rievocare i momenti più significativi della passione umana di Cristo, vero uomo e vero Dio. Per la sincerità di tali espressioni religiose la Chiesa cattolica approva e consente lo svolgimento di queste celebrazioni, in quanto contribuiscono a rinsaldare e tramandare la fede cristiana.
In tutto il mondo cattolico, la tradizione popolare della Settimana santa consta di numerosi canti, poemi, raffigurazioni e rievocazioni sceniche della Passione di Gesù, che spesso affondano le loro radici fin dai primi secoli del cristianesimo.
La letteratura italiana è ricca di opere ispirate ai Vangeli, scritte in prosa e soprattutto in poesia, di autori sia noti sia anonimi, che trattano la Passione di Cristo, dal suo ingresso trionfale a Gerusalemme, alla morte in croce, alla sepoltura e alla resurrezione dai morti (vedi ad esempio il celebre Stabat Mater o anche alcune Laudi di Jacopone da Todi, risalenti al XIII secolo). Le vicende umane e divine di Cristo, rievocate nella Settimana santa, hanno ispirato l'opera non solo di numerosi scrittori e poeti, di ogni parte del mondo, ma anche di musicisti, pittori, scultori, architetti, artisti in genere.
In Italia numerose e spesso suggestive sono le rappresentazioni della Settimana santa diffuse soprattutto nel Mezzogiorno, grazie ai notevoli influssi spagnoli; in esse si mescolano gli elementi più strettamente religiosi a componenti in varia misura folcloristiche. Fra le più particolari e belle in Italia sono quelle che si svolgono ad esempio in Umbria ad Assisi e Gubbio, in Abruzzo a Chieti, antichissima, a Ortona con la caratteristica processione dei Talami, e a Sulmona, in Campania a Sorrento, con la sua doppia processione, a Sant’Agnello con la processione nera del Cristo Morto, la sera del Venerdì Santo, a Sessa Aurunca con le processioni dei Misteri del Venerdì e Sabato Santo, nelle Puglie, a Ruvo in provincia di Bari, e con le processioni del Venerdì e Sabato santo; a Taranto, con i confratelli detti Perdoni, che si svolgono a partire dal giovedì Santo pomeriggio sino al sabato Santo mattina; quella di Gallipoli, con la processione a mezzogiorno del simulacro della Madonna Addolorata il venerdì antecedente la Domenica delle Palme, con la processione dei misteri e della tomba di Cristo morto (detta "Urnia") il venerdì Santo e quella successiva, all'alba del Sabato santo, di Maria Santissima Desolata; quella di Polistena, con ben 11 riti, tra cui 4 in un solo giorno; quella di Molfetta con la processione dell'Addolorata il Venerdì di Passione, dei Misteri il Venerdì santo e della Pietà il Sabato Santo; il Venerdì Santo di San Marco in Lamis (FG) con il cammino della Madonna Addolorata illuminato da enormi fiaccole infuocate a forma di cono (le cosiddette "Fracchie"); quella di Bitonto con la processione dell'Addolorata il Venerdì di Passione, e le processioni dei Misteri e di gala, rispettivamente all'alba e la sera del Venerdì Santo; a Grumo Appula i riti della Settimana Santa si aprono il Venerdì di Passione con la processione della Madonna Addolorata, portata a spalla dai macellai della cittadina, al termine della manifestazione, un gruppo di 20 uomini, tutti contadini, intonano il canto in dialetto grumese dedicato alla Madonna che narra tutta la vicenda della Passione tra Gesù e la Madre; le manifestazioni caratteristiche di Catanzaro, San Fratello, Enna, Caltanissetta, Trapani, Troina, con la processione del Venerdì Santo che si conclude in tarda sera con il simulacro della Madonna Addolorata portata dalle donne, l'urna del Cristo morto portato invece dagli uomini, con la confraternita del SS. Salvatore ad aprire la processione, Noicattaro, Vico del Gargano, San Nicandro Garganico e infine Caulonia, dove il Sabato Santo si svolge la particolare funzione del Caracolo.
Anche in numerosi centri della Sardegna si celebrano i riti della Settimana Santa: tra i più importanti quelli di Alghero, Cagliari, Sassari, Castelsardo, Iglesias, Domusnovas. Anche nei paesi più piccoli si conservano da tempo i riti tradizionali de S'Iscravamentu il Venerdì Santo e de S'Incontru la domenica, l'incontro tra la statua del Cristo risorto e quella della Madonna.

### Riti della Settimana Santa in Italia

#### Abruzzo
- Settimana Santa di Lanciano
- Settimana Santa di Sulmona
- Settimana Santa di Teramo
- Processione del Venerdì Santo di Chieti

#### Calabria
- Settimana Santa di Lungro (Java e Madhe) (in rito bizantino)
- Settimana Santa di Polistena
- Settimana Santa di Caulonia
- Settimana Santa di Vibo Valentia
- Settimana Santa di Rizziconi
- Settimana Santa di Cittanova (Italia) (con le varette dei misteri)
- Settimana Santa di Siderno superiore
- Settimana Santa di Cinquefrondi
- Settimana Santa di Bagnara Calabra
- Settimana Santa di Gerace

#### Campania
- Settimana Santa di Sessa Aurunca
- Processioni del Giovedì e del Venerdì Santo a Sorrento

#### Puglia
- Settimana Santa di Bitonto
- Settimana santa di Gallipoli
- Settimana Santa di Francavilla Fontana
- Settimana Santa di Ruvo di Puglia
- Settimana Santa di San Severo
- Settimana Santa di Taranto
- Settimana Santa Grumo Appula

#### Sicilia
- Processione del Giovedì Santo di Marsala
- Processione dei misteri di Trapani
- Settimana Santa di Barcellona Pozzo di Gotto
- Settimana Santa di Caltanissetta
- Settimana Santa di Enna
- Settimana Santa di Ispica
- Settimana Santa di Licata

### Riti della Settimana Santa in Spagna
- Settimana Santa di Cordova
- Settimana Santa a León
- Settimana Santa di Malaga
- Settimana Santa di Salamanca

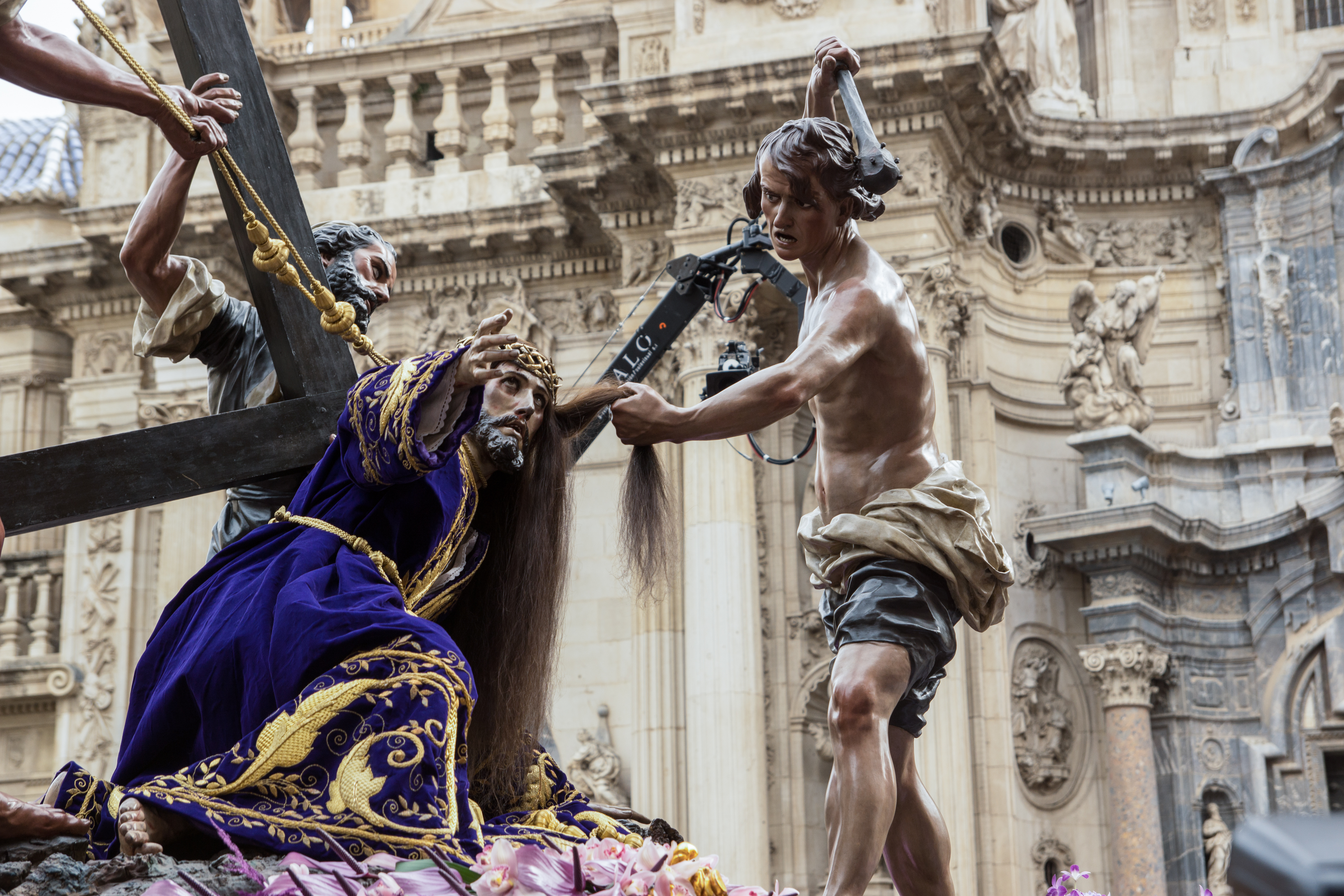
Settimana Santa di Murcia, Spagna.

- Settimana Santa di San Cristóbal de La Laguna
- Settimana Santa di Siviglia